# 雪降花
《雪降花》，為韓國JTBC與華特迪士尼公司聯合製作，於2021年12月18日起播出的土日電視劇，創下全球高收視率。雪降花由《Sky Castle》趙賢卓導演和柳賢美編劇再度合作打造。故事背景設定在1980 年代末的首爾，此劇講述某一天突然闖進女子宿舍的名門大學生林守護（丁海寅飾），和冒著被監視的危機藏匿並治療他的大學生殷英路（金智秀飾），兩人墜入情網後也發現彼此深陷動盪與複雜謎團的浪漫愛情劇。
亞太地區由Disney+於12月18日起每週六日晚間11點10分同步播出。2022年2月9日，本劇將於美加地區、英國、愛爾蘭地區正式上線。

## 演員陣容

### 主要人物
| 演員                    | 角色   | 年齡 | 介紹 |
| 丁海寅 （童年：趙淵浩） | 林守護 | 27   | 原名李泰山，南派特工，代號「大同江1號」，林之鹿的養子 以「朴正熙的經濟開發政策」爲主題正在準備碩士學位論文的柏林大學經濟學系研究生，但實際上是派南間諜。父親曾是天才音樂家，在被誣陷爲反派分子而被趕往咸鏡北道茂山煤礦；母親是白頭山重要成員，也是中央黨核心幹部的女兒，她選擇了離婚，拋棄了他和妹妹和父親。此後，在祖國成爲「革命家」的號召下，他畢業於培養特工的「金星政治軍事大學」，從徒手殺人的頂級武術擊術、射擊、潛水、其他等比地獄還要嚴酷的訓練，成爲擁有鐵一般體力的特工。懷着一定要生存下去的渴望，在歐洲一帶展開工作的他，收買在野黨總統候選人的經濟智囊、韓國大學教授韓伊燮。接到越北指令後，於1987年4月潛入首爾，與韓伊燮教授的助教吳光泰建立交情的過程中，受光泰之託，在人生第一次見面時遇到了一個女人-英路，最終為保護英路而死亡。 |
| Jisoo                   | 殷英路 | 20   | 好秀女子大學英文系一年級，殷昌洙之女，殷英宇的妹妹 她在好秀女子大學宿舍中，於個性十足的女大學生們聚集的207號房擔任氛圍製造者。入住宿舍的那天因爲外婆把包好的糕餅轉到了這個房間，所以被稱爲「糕店的女兒」。十歲那年媽媽去世了，經過與繼母的戰爭後，最後還是在鄉下的外婆家長大。每當感到孤獨時，就會獨自坐在窗邊放紙飛機，當飛機飛走後就能解開那顆糾結的心，成爲了她獨有的祕密⋯⋯ |
| 劉寅娜                  | 姜清雅 | 34   | 大學醫院外科醫師，北韓間諜，代號「牡丹峰一號」 原名金恩惠；像純潔無私的修女，無所不爲的權力者，瞬間變成像美杜莎一樣的女人，怎麼也摸不著頭緒。大步走進手術室時，她曾是充滿信賴感的有能力的醫生，但當她穿着紅色高跟鞋壓倒對方時，她比擁有本能的莎朗·史東還要妖豔。 |
| 張勝祖                  | 李康武 | 36   | 安企部對共調查1局組長 父親是治安局警衛，在追捕間諜的過程中被對方開槍打死。爲了成爲抓間諜去世的父親的驕傲兒子而進入安全企劃部工作，但他對安企部「製造」而不是抓間諜的行爲感到失望，因此自願前往專門負責對北工作的海外部門，留下他深愛的女人。在被派到南北特工戰鬥最激烈的城市、所有人都回避的險地「柏林」後，數年來一直追着「大同江1號」，接到這傢伙潛入首爾的情報後，抱著一定要抓住傢伙的決心回到首爾總部後卻尷尬不已，完成該任務的隊員偏偏是他單方面提出分手的初戀張漢娜⋯⋯ |
| 尹世雅                  | 皮承熙 | 43   | 好秀女子大學宿舍舍監 只要聽到她的腳步聲，就連步伐都準確，宿舍學生們就會大喊大叫「皮來了！」，連睡午覺的學生也被她的聲音嚇一跳。表情像冰塊一樣冷漠，在盛夏也穿着黑色裙子和黑色圍巾，散發出令人毛骨悚然的氣息。一個嚴酷的原則主義者，制定了「窒息」規則，不允許學生和電話接線員桂芬玉有任何例外。對於長得像被捅一刀也不會流一滴血的她，宿舍裡充斥著謠言。有人說，未婚女子夜裡出門，不知去向；前宿舍舍監自殺的四樓閣樓，因為與她有關而被關閉⋯⋯ |
| 金惠奫                  | 桂芬玉 | 24   | 好秀女子大學宿舍電話接線員 即使考上了大學也因爲沒有學費而不得不放棄升學，因爲錢而嘆息，她們和我有什麼不同？不平等的世界真希望它能徹底顛覆，要麼真的爆發戰爭！在360名女大學生居住的宿舍裡，只有兩部電話，從早上8點到晚上9點，接線13個小時的電話也是件苦差事。但被當作奴隸對待的壓力更甚，皮舍監不理她、學生們都叫她「雞糞屋」而不是桂芬玉。她唯一喜歡的就是英路，是英路讓她抱著《羅密歐與朱麗葉》原文書走在校園裡，使她就像成了英文系的學生。 |
| 鄭釉珍                  | 張漢娜 | 32   | 安企部對共調查1局要員 想要的東西一定要擁有，從未放棄過自己的主張，獨斷專行。她非常衝動和熱血，連自己都不知道要去哪裡，誠實面對自己的情感並直言不諱，用一句話概括就是最不適合組織生活的角色，從上司們聽到最常說的話就是像妳這樣的人怎麼會成爲安企部的要員。她是在通過欺騙、權謀術、處世術只爲「成功」而奮鬥的極其庸俗的父母下成長起來的。她一直憎惡戴着國會議員徽章的父親，與父親有着180度不同的價值觀的李康武相遇，陷入了「死也要愛的愛情」。但他突然告別，銷聲匿跡，爲了尋找像煙一樣消失的男人，輾轉半年後終於找到了他，他成爲了安企部的要員。 |

### 安企部周邊人物
| 演員   | 角色   | 年齡 | 介紹 |
| 許峻豪 | 殷昌洙 | 56   | 國家安全企劃部部長、洪愛羅的丈夫 作為一名學生兵，他在經歷了朝鮮戰爭後，被民族主義精神灼傷，進入了軍校。但他是一名文學氣質十足的軍人，以至於被稱為書呆子。因為喜歡詩歌，以及他溫順細膩的性格，他認定自己當教授比野戰戰士更合適。 |
| 朴誠雄 | 南泰日 | 54   | 執政黨「愛民黨」事務總長、趙誠心的丈夫 有著堅強的膽量和勇氣，他的身軀沉重、聲音洪亮、氣勢磅礴，人稱「虎將」。事實上，他是一名正統的野戰士兵，四次滲透朝鮮軍隊，摧毀向盟友發射機槍並攻擊敵方的朝鮮軍隊。 |
| 李和龙 | 安京熙 | 46   | 安企部對共調查局局長、崔美慧的丈夫 出色的機智、判斷力和個人管理是他的秘密武器。中央情報局解散後，他在大規模整肅中倖存下來，升任國家安全計劃部對共調查局局長。他深深地认识到了一條鐵律，那就是權力不屬於人民，尽管他們是最初的「主人」。 |
| 金正蘭 | 洪愛羅 | 50   | 前電影演員、殷昌洙的妻子 殷昌洙的第二任妻子，電影演員出身的她幹練的口才、氣場十足。南泰日是下屆總統候選人、是丈夫的競爭對手，對此她小心翼翼不引人注目，一定要輕踩上去成爲第一夫人，向著這一目標的推進力和突破力堪稱龍捲風級。 |
| 鄭惠英 | 趙誠心 | 46   | 南泰日的妻子 前陸軍參謀總長、大韓民國陸軍四星將軍的女兒。生活在一個上下阶层分明的等級社會，她认为自己是這個世界的「中心」。作為軍人和政治家的妻子，她樂於教其他家庭主妇们婚姻之道。但她不知道的是，因为她的奢靡生活方式，以及心直口快的习惯，她只是給丈夫增添了負面形象。有着表面上相信別人的話的性格，她会毫無疑問地將錢包託付給第一次見到的人。 |
| 白智媛 | 崔美慧 |      | 時裝設計師、安京熙的妻子 她在明洞開設了一家名為「Charmand」的更衣室，並將其作為政治核心圈夫人的定期聚会。她比夢想成為「國家安全局局長」的丈夫更有野心：雖常與洪愛羅和赵誠心举行沙龙，但她總想踩倒这兩個女人⋯⋯ |
|        | 崔俊熙 |      | 國家安全企劃部室長、殷昌洙的屬下。 |

### 殷英路週邊人物
| 演員   | 角色   | 年齡 | 介紹 |
| 鄭信惠 | 高惠鈴 | 23   | 好秀女子大學聲樂系四年級 擁有被稱為「好秀女子大學瑪麗亞·卡拉斯」的華麗性感魅力外貌，她是大學區最優秀的明星，已經出現在電視上，並擁有贏得各種比賽的歷史。寄給她的信，宿舍信箱快要炸裂了。每個人都毫不懷疑她會成為世界級的首席當家，她討厭重男輕女的世界觀和以男性為中心的思想。            |
| 金美秀 | 呂貞敏 | 23   | 好秀女子大學歷史系四年級 在外表光鲜亮丽的女大生中，她常年戴著黑色角框眼鏡，穿著運動衫的三色拖鞋。 |
| 崔熙真 | 尹雪喜 | 20   | 好秀女子大學家庭管理系一年級 進宿舍的第一天，她就開著一輛豪華的洋車來了，衣服鞋子毛毯什麼的都是奢侈品，所以被稱為「財閥女兒」。但不知何故，她的人生只有一個目的，就是結婚，聽丈夫的話。是個膽小的現實主義者，很怕被別人討厭，只挑選和認識高年級的前輩、法學院和醫學生。                   |
| 鄭伊瑞 | 申慶子 |      | 好秀女子大學宿舍舍長。 |
| 安桐丘 | 崔炳泰 | 23   | 陸軍士官學校學生、高惠鈴的情人 他吹噓自己擁有無可挑剔的容貌和軍人的精神，從挺拔修身制服到光亮的作戰靴，從統一的制服到直角行走，但他在實戰中卻很弱。他掌握了各種軍事理論，以及空降訓練和游擊訓練，是一個理性化的大師，他運用所有的軍事理論，用嘴制定戰略，堅持自己是指揮官，不能付諸行動。 |
| 金鍾洙 | 金滿東 | 67   | 好秀女子大學宿舍設施管理員，代號「奚琴聲一號」 患有高血壓、糖尿病、關節炎，還患有糖尿病後遺症青光眼，所以每天晚上滴三四滴眼藥水和吃藥都很麻煩。當他被要求修理東西時，這一切都太煩人了！                                                                                                   |
| 南美貞 | 吳德心 | 58   | 好秀女子大學宿舍食堂阿姨 她熱情大方，像宿舍學生的媽媽。每個月出去一次，回來的時候，總會帶上一杯酒和點心⋯⋯ |
| 金正勳 | 金尚凡 | 32   | 金滿東的兒子 對這個世界充滿了不滿。直到他這個年紀，他還像個黑幫老大一樣；被比他年輕的行動領袖打，都是父親的錯。不管怎樣，都是父親的錯。 |

### 林守護週邊人物
| 演員   | 角色   | 年齡 | 介紹 |
| 金旻奎 | 朱格燦 | 26   | 南派特工，代號「清川江」 畢業於金星政治軍事大學，是個冷酷無情、對祖國充滿信仰的冷血特工。肌肉發達的身體，甚至是訓練有素的大腦。當然，玩笑也行不通。在進行著生死相交的活動中，隨著時間的流逝，他站在了組長守護的對立面。                                     |
| 張仁燮 | 李應哲 | 22   | 南派特工 第一次被派到南方去幫助同志完成任務。 |
| 許南俊 | 吳光泰 | 24   | 韓伊燮的助理、高惠鈴的情人 高麗大學三年級學生，與林守護一起住在寄宿公寓的國考生。因惠鈴腳踏兩條船激怒了他，窮追不捨到宿舍卻被捲入了意想不到的境地⋯⋯ |
| 全武松 | 林之鹿 | 64   | 北韓統一戰線部部長、林守護的養父 一個老派的政治家，擁有出色的機智和機動性，以及談判技巧。他精通韓國局勢。他是一個堅定的實用主義者，在任何情況下都不會闖入黑白，而是通過右轉來利用對手的漏洞。目前，他只追求一個目標，錢！為了賺錢，沒有什麼事是他做不到的。 |
| 鄭愛利 | 崔秀蓮 | 53   | 北韓國家保衛部副部長、林守護的親生母親 她的存在只有一個原因，那就是她對黨的忠誠。如果是為了提倡實用主義和照顧好自己，她迫切希望消滅林之鹿⋯⋯ |

### 大韓民國政府
| 演員 | 角色   | 介紹                                                                                         |
|      | 趙總統 | 第12任大韓民國總統，人稱「閣下」（影射第11、12任大韓民國總統全斗煥）。                       |
|      | 朴武烈 | 愛民黨提名的總統候選人，後當選為大韓民國首位全民直選的總統（影射第13任大韓民國總統盧泰愚）。 |

### 特別出演
| 演員   | 角色   | 介紹                                                                   |
| 蔡元彬 | 林秀熙 | 林守護的妹妹。                                                         |
| 宋建熙 | 殷英宇 | 殷英路的哥哥、大韓民國海軍行政兵；因參加學生示威抗議而被父親強行入伍。 |
| 廉晶雅 | 宋熙珠 | 前好秀女子大學宿舍舍監；強力反對皮承熙接任舍監工作。                   |

## 原聲帶
- Part.1（發行日期：2021年12月18日）[5]

| 曲序 | 曲目                                | 演唱   | 时长 |
| ---- | ----------------------------------- | ------ | ---- |
| 1.   | 如果你留在我身邊（곁에 있어준다면） | 成始璄 | 3:51 |
| 2.   | 如果你留在我身邊（Inst.）           |        | 3:51 |

- Part.2（發行日期：2021年12月26日）[6]

| 曲序 | 曲目            | 演唱                  | 时长 |
| ---- | --------------- | --------------------- | ---- |
| 1.   | Friend          | 김희원（Kim Hee Won） | 4:23 |
| 2.   | Friend（Inst.） |                       | 4:16 |

- Part.3（發行日期：2022年1月8日）[7]

| 曲序 | 曲目                                | 演唱  | 时长 |
| ---- | ----------------------------------- | ----- | ---- |
| 1.   | Looks like a real thing             | JeHwi | 3:02 |
| 2.   | Looks like a real thing（Eng Ver.） |       | 3:02 |
| 3.   | Looks like a real thing（Inst.）    |       | 3:02 |

- Part.4（發行日期：2022年1月15日）[8]

| 曲序 | 曲目            | 演唱         | 时长 |
| ---- | --------------- | ------------ | ---- |
| 1.   | Wishes          | Jamie Miller | 3:59 |
| 2.   | Wishes（Inst.） |              | 3:59 |

- Part.5（發行日期：2022年1月22日）[9]

| 曲序 | 曲目                            | 演唱    | 时长 |
| ---- | ------------------------------- | ------- | ---- |
| 1.   | 记忆胜于爱（기억이란 사랑보다） | 凯文·吴 | 4:45 |
| 2.   | 记忆胜于爱（Inst.）             |         | 4:45 |

## 分集
| 集數 | 導演   | 編劇   | 上線日期       | 片長    |
| --- | ------ | ------ | -------------- | ------- |
| 1 | 趙賢卓 | 柳賢美 | 2021年12月18日 | 92分鐘  |
| 就讀好秀女子大學的殷英路，是位活潑爽朗的大學新鮮人，她在相親活動中對林守護一見鍾情。當英路在唱片店再次巧遇守護時，她大膽約他出來。                                                                        |        |        |                |         |
| 2 | 趙賢卓 | 柳賢美 | 2021年12月19日 | 87分鐘  |
| 守護滿身鮮血，從窗口爬進女子大學宿舍的207號寢室後倒地不起，讓英路及其他學生非常困惑。同時，隸屬安企部的李康武及同僚正在追捕守護，並對宿舍進行徹底搜查。                                                   |        |        |                |         |
| 3 | 趙賢卓 | 柳賢美 | 2021年12月24日 | 87分鐘  |
| 英路悉心照顧受傷的守護，將他藏身於閣樓，差點就躲不過舍監的嚴密監視。安企部探員一直在宿舍外駐守，於是英路想盡辦法，讓守護能安全脫身。                                                                      |        |        |                |         |
| 4 | 趙賢卓 | 柳賢美 | 2021年12月25日 | 85分鐘  |
| 離開宿舍的守護再度秘密出動以完成任務；而英路則日夜等待守護跟她聯絡。李康武獲得守護藏身地的消息後，立即展開追捕。守護差點就在他心愛的英路面前暴 露身分。在此危急關頭，守護發現自己被安企部的探員重重包圍。 |        |        |                |         |
| 5 | 趙賢卓 | 柳賢美 | 2021年12月26日 | 89分鐘  |
| 守護拿著槍在宿舍大堂出現，英路大吃一驚。被困於宿舍中後，守護冒著生命危險與國家安全企劃部部長談判，要求對方讓他跟同伴一起離開宿舍。可是，事情卻 讓他始料不及。                                             |        |        |                |         |
| 6 | 趙賢卓 | 柳賢美 | 2022年1月1日   | 81分鐘  |
| 守護別無選擇，唯有裝作不認識英路，並繼續挾持人質。她則感到被背叛，於是冷眼注視他。不忍心同學受到驚嚇，英路決心大膽靠近守護，希望能制止這場人質事件。                                                      |        |        |                |         |
| 7 | 趙賢卓 | 柳賢美 | 2022年1月2日   | 77分鐘  |
| 當守護知道英路是國家安全企劃部部長的女兒時，他無別選擇，利用英路以求逃生。英路父親下達秘密命令後，守護與英路展開了爾虞我詐的交戰，他們的命運亦 因此糾結在一起。                                           |        |        |                |         |
| 8 | 趙賢卓 | 柳賢美 | 2022年1月8日   | 95分鐘  |
| 英路得知她兄弟離世的消息後當場暈倒，守護為此感到痛心，但全國都正在報導這場人質挾持事件，讓情勢更加緊張。此時，李康武秘密行動，試圖結束人質事件，但他萬萬沒有料到會陷入一個荒謬的處境。                    |        |        |                |         |
| 9 | 趙賢卓 | 柳賢美 | 2022年1月9日   | 91分鐘  |
| 守護聲稱不想傷害人質，但英路無法再相信他的話，於是她聯同李康武計劃逃走。英路最後能否成功騙過守護，安全逃離宿舍？                                                                                          |        |        |                |         |
| 10 | 趙賢卓 | 柳賢美 | 2022年1月15日  | 95分鐘  |
| 人質在得知匿名者的真正身分後感到震驚；張漢娜則按李康武的命令，調查人質挾持事件的重大秘密線索。守護開始懷疑組織的動機，而姜清雅容不下成員有半絲不信任，他們之間的衝突與跟宿舍內的氣氛緊張到了極點。        |        |        |                |         |
| 11 | 趙賢卓 | 柳賢美 | 2022年1月16日  | 91分鐘  |
| 在得知人質挾持事件的幕後真相後，守護跟他的敵人李康武合作制止姜清雅。同時，英路與守護放下恩怨並互相安慰，清雅則在尋找機會打倒守護。                                                                        |        |        |                |         |
| 12 | 趙賢卓 | 柳賢美 | 2022年1月22日  | 88分鐘  |
| 情勢變得愈來愈嚴峻，守護跟英路成為彼此的依靠。守護與李康武聯手揭發總統大選背後的陰謀。但是，他們必須面對一個意外挑戰。宿舍裡已沒有任何人可以信 賴，究竟誰是内奸？                                         |        |        |                |         |
| 13 | 趙賢卓 | 柳賢美 | 2022年1月23日  | 76分鐘  |
| 英路再也無法相信她的父親，守護在旁安慰她之餘，也準備好反擊安企部的宿舍突襲行動。當有些學生仍未搞清楚該相信哪一方時，突襲行動已經開始，讓宿舍中人心惶惶。                                                  |        |        |                |         |
| 14 | 趙賢卓 | 柳賢美 | 2022年1月29日  | 85分鐘  |
| 從新聞中得知父親中槍，英路感到愧疚。守護見她難過，他亦非常心痛。同時，因為沒法就清雅達成協議，秀浩與李康武開始互不信任。到底清雅是否會信守她對 守護的承諾？                                               |        |        |                |         |
| 15 | 趙賢卓 | 柳賢美 | 2022年1月30日  | 87分鐘  |
| 跟清雅失去聯絡，守護於是不再寄望於她。他別無選擇，只好接受國家安全企劃部部長的提議。守護因此要跟英路分開，兩人極力壓抑依依不捨的情緒。                                                                    |        |        |                |         |
| 16 | 趙賢卓 | 柳賢美 | 2022年1月30日  | 102分鐘 |
| 守護離開英路，在返回家鄉之前，面臨人生境遇的十字路口。 |        |        |                |         |

## 收視率
| 季數 | 季數 | 每季集數 | 每季集數 | 每季集數 | 每季集數 | 每季集數 | 每季集數 | 每季集數 | 每季集數 | 每季集數 | 每季集數 | 每季集數 | 每季集數 | 每季集數 | 每季集數 | 每季集數 | 每季集數 |
| 季數 | 季數 | 1        | 2        | 3        | 4        | 5        | 6        | 7        | 8        | 9        | 10       | 11       | 12       | 13       | 14       | 15       | 16       |
| ---- | ---- | -------- | -------- | -------- | -------- | -------- | -------- | -------- | -------- | -------- | -------- | -------- | -------- | -------- | -------- | -------- | -------- |
|      | 1    | 711      | 992      | 不適用   | 不適用   | 691      | 470      | 800      | 600      | 759      | 660      | 724      | 703      | 664      | 665      | 693      | 846      |

| 集數 | 播出日期       | 尼爾森全國收視率 | 尼爾森全國收視率 | 尼爾森首都圈收視率 | 尼爾森首都圈收視率 |
| 集數 | 播出日期       | 家庭戶比例       | 人數（百萬）     | 家庭戶比例         | 人數（百萬）       |
| ---- | -------------- | ---------------- | ---------------- | ------------------ | ------------------ |
| 1    | 2021年12月18日 | 2.985%           | 0.711            | 3.235%             | 0.364              |
| 2    | 2021年12月19日 | 3.845%           | 0.992            | 3.687%             | 0.453              |
| 3    | 2021年12月24日 | 1.853%           | —                | —                  | —                  |
| 4    | 2021年12月25日 | 1.689%           | —                | —                  | —                  |
| 5    | 2021年12月26日 | 2.751%           | 0.691            | —                  | —                  |
| 6    | 2022年1月1日   | 1.912%           | 0.470            | —                  | —                  |
| 7    | 2022年1月2日   | 3.252%           | 0.800            | 3.491%             | 0.438              |
| 8    | 2022年1月8日   | 2.584%           | 0.600            | —                  | —                  |
| 9    | 2022年1月9日   | 3.064%           | 0.759            | 3.362%             | 0.361              |
| 10   | 2022年1月15日  | 2.571%           | 0.660            | 2.489%             | 0.255              |
| 11   | 2022年1月16日  | 3.017%           | 0.724            | 3.127%             | 0.289              |
| 12   | 2022年1月22日  | 2.521%           | 0.703            | 2.805%             | 0.288              |
| 13   | 2022年1月23日  | 2.798%           | 0.664            | 2.851%             | 0.286              |
| 14   | 2022年1月29日  | 2.749%           | 0.665            | 3.180%             | 0.338              |
| 15   | 2022年1月30日  | 2.773%           | 0.693            | 2.734%             | 0.300              |
| 16   | 2022年1月30日  | 3.393%           | 0.846            | 3.438%             | 0.359              |

## 記事
《雪降花》早期定名為《梨大宿舍》。2020年6月18日，據報導金惠奫有望與《Sky Castle》導演趙賢卓和編劇柳賢美再次合作新劇《雪降花》，Sidus HQ證實金惠奫接到提案、正在商討中。8月18日，據報導BLACKPINK成員金智秀(Jisoo)有望主演《雪降花》，並在同日由YG娛樂確認金智秀將出演該劇。8月24日，金惠奫確認出演劇集，而據報導丁海寅接到提案，有望飾演男主角。8月26日，據報導張勝祖將出演劇集，其所屬社證實張勝祖將以主演角色出演。9月17日，據報導鄭釉珍、劉寅娜和尹世雅都接到提案，但尚未確認出演。10月5日，確定主演陣容，該劇將由丁海寅、金智秀、張勝祖、尹世雅、金惠奫和鄭釉珍擔任主演角色，並計劃於2021年12月播出。12月28日，劉寅娜確認加入演員陣容。

## 劇集爭議
在SBS月火連續劇《朝鮮驅魔師》因歪曲歷史爭議停播後，《雪降花》也捲入歪曲歷史爭議之中。

### 爭議點
- 韓國網民指出，《雪降花》男主角林守護是抗爭時期在韓國內活動的間諜，男二李江武是安全企劃部的特務，有貶低民主化運動、美化安企部和間諜之嫌。
- 亦有韓國網民指出，《雪降花》的人物原型都是對照的真實人物：林守護原型，為曾經參與1980年代民主運動、後因協助林秀卿未經授權訪問朝鮮而違反《國家保安法》被捕入獄的前韓國總統秘書室長任鍾晳；女主角殷英路原型，為著名民主運動女性代表人物千英初。[19][20]

### 劇組回應
- 2021年3月23日JTBC發表公告，表示《雪降花》是一部以1980年代軍事政權為背景，諷刺南北對峙的情況下大選政局的黑色喜劇，絕對不是貶低民主化運動、美化安企部和間諜的電視劇。[21]
- 3月31日JTBC再發聲明，表示將會修改《雪降花》女主角的名字，並公開部分內容，指出劇情背景和主題並非民主運動、而是1987年大韓民國總統選舉政局。[22]
- 12月21日JTBC再發聲明，表示：“《雪降花》中不存在领导民运的间谍。男女主人公参与民运的设定，并未出现在已经播出的前两集中，在今后的剧本中也不存在。对于各界有关该剧歪曲历史、诋毁民运的指责，我们将在今后剧情展开过程中一一消除误会。剧组希望：那个因不正当权力而对个人自由和幸福进行压迫的不正常的时代，不会在今日卷土重来。”[23]

### 韓國國民反應
- 韓國網民在青瓦台國民請願網頁上聯署，要求JTBC終止播放《雪降花》。截止2021年3月28日，已有接近10萬人聯署。[24]
- 韓國網民效法抵制《朝鮮驅魔師》的做法，列出《雪降花》贊助商清單，要求他們撤回對此劇的贊助。3月26日，此劇的家具廣告商興日家居表明撤回贊助，並表示已向劇組要求刪除贊助家具的相關事項。[25]

### 青瓦台回應
- 2021年5月14日，青瓦台回應表示「根據《放送法》第4條，電視節目的自由和獨立受到保障。政府對原創作品的直接介入可能會侵害言論自由，需要慎重處理。政府尊重創作者、製作者和接收者，對於違背國民情緒的內容須由民間自主選擇。但過分歪曲歷史的節目，將交給放送通信審議委員會進行審議。」[26]

### 法庭回應
- 2021年12月29日，首尔地方法院拒绝通过禁播聲请，允许JTBC继续播出《雪降花》。法庭认为，即使《雪降花》劇情是基於錯誤的歷史觀，但也很難就此認定觀眾會盲目接受相關內容。而且《雪降花》上映並未直接侵害聲請人權益，聲請方也無權代替一般民眾聲請禁播的假處分。因此駁回公民團體的聲請。[27][28]

## 迴響
- 雖然開播初期因時代背景與人物設定引發不少爭議，但劇集質感及主角相知相惜的愛情也引起許多共鳴，使得本劇在2022「全球推特提及最多」韓劇中勇奪第一[29]。

## 外部連結
- 韓國JTBC官方網站
- Daum上《雪降花》的資料
- NAVER上《雪降花》的資料
- 在Disney+上觀看《雪降花》

| JTBC 土日劇                               | JTBC 土日劇                                                    | JTBC 土日劇 |
| ----------------------------------------- | -------------------------------------------------------------- | ----------- |
|                                           | 雪降花 （2021年12月18日－2022年1月30日）                       |             |
| 具景伊 （2021年10月30日－2021年12月12日） | 氣象廳的人們：社內戀愛殘酷史篇 （2022年2月12日－2022年4月3日） |             |